# La Société du feu rouge
Pour plus de détails, voir Fiche technique et Distribution.
La Société du feu rouge (La sociedad del semáforo) est un film colombien réalisé par Rubén Mendoza, sorti en 2010.

## Fiche technique
- Titre original : La sociedad del semáforo
- Titre français : La Société du feu rouge
- Réalisation : Rubén Mendoza
- Scénario : Rubén Mendoza
- Pays d'origine :  Colombie
- Format : Couleurs - 35 mm
- Genre :
- Durée : 110 minutes
- Date de sortie :
  - Colombie : 24 septembre 2010

## Distribution
- Abelardo Jaimes : Cienfuegos
- Gala Restrepo : Victoria
- Romelia Cajiao : Romelia
- Amparo Atehortúa : Amparito

## Accueil

### Accueil critique
L'accueil critique est positif : le site Allociné recense une moyenne des critiques presse de 3,1/5, et des critiques spectateurs à 3,1/5.
Pour Sandrine Marques du Monde, « ce film sur une bande de marginaux à Bogota marque les débuts prometteurs dans la fiction du réalisateur colombien Rubén Mendoza. [...] Mendoza prétend ne pas avoir voulu faire un film politique mais il signe pourtant un brûlot contre la corruption et le pouvoir en place. Avec discernement, il se départit par ailleurs des clichés naturalistes et des postures lénifiantes pour poser sur ses personnages un regard d'autant plus juste que ses acteurs vivent eux-mêmes dans la rue. ».